# Stan Cho
Pour les articles homonymes, voir Cho.
Stan Cho (Coréen: 조성훈), né le 14 septembre 1977 à Etobicoke, est un homme politique provincial canadien de l'Ontario.
Il est député provincial progressiste-conservateur de la circonscription ontarienne de Willowdale depuis 2018.

## Biographie
Né à Etobicoke en Ontario de parents d'origines sud-coréennes, Cho obtient un diplôme en philosophie du Trinity College de l'université de Toronto. Il travaille ensuite pour Mercedes-Benz avant d'entrer dans l'entreprise familiale de courtier immobilier. Après 15 ans de courtage immobilier, il obtient sa propre franchise de Royal LePage (en) en 2012.

## Politique
Élu en 2018, il devient assistant parlementaire du président du conseil du Trésor, Peter Bethlenfalvy, peu après la même année.
En 2019, il devient assistant parlementaire du ministre des Finances, Rod Phillips. Nommé ministre associé au Transports en juin 2021, il est réélu en 2022 et 2025.